# Kupa na Sŭvet·skata armiya 1953
La Coppa dell'Esercito sovietico 1953 è stata l'8ª edizione di questo trofeo, e la 13ª in generale di una coppa nazionale bulgara di calcio,  terminata il 25 novembre 1953. Il Lokomotiv Sofia ha vinto il trofeo per la seconda volta.

## Primo Turno
| Squadra 1         | Risultato   | Squadra 2         |
| ----------------- | ----------- | ----------------- |
| Slivniški Geroj   | 2 – 0       | Hebăr Pazardžik   |
| Lokomotiv Plovdiv | 2 – 1 (dts) | Sliven            |
| FK Etăr           | 2 – 1       | Černolomec Popovo |
| Akademik Sofia    | 3 – 1       | Minjor Pernik     |
| Pirin Blagoevgrad | 0 – 1       | VVS Sofia         |
| Botev Vraca       | 0 – 2       | Udarnik Pleven    |
| Dorostol Silistra | 0 – 3       | Spartak Varna     |
| Černo More Varna  | 2 – 1       | Akademik Varna    |
| Stroitel Burgas   | 1 – 0       | Botev Plovdiv     |
| Spartak Pleven    | 2 – 2 (dts) | Stroitel Sofia    |
| Arda Kărdžali     | 0 – 0 (dts) | Spartak Plovdiv   |

### Primo Replay
| Squadra 1       | Risultato   | Squadra 2      |
| --------------- | ----------- | -------------- |
| Stroitel Sofia  | 0 - 0 (dts) | Spartak Pleven |
| Spartak Plovdiv | 5 - 0       | Arda Kărdžali  |

### Secondo Replay
| Squadra 1      | Risultato | Squadra 2      |
| -------------- | --------- | -------------- |
| Spartak Pleven | 2 - 4     | Stroitel Sofia |

## Ottavi di finale
| Squadra 1         | Risultato   | Squadra 2       |
| ----------------- | ----------- | --------------- |
| Lokomotiv Sofia   | 2 – 1 (dts) | Spartak Sofia   |
| Akademik Sofia    | 3 – 0       | Udarnik Pleven  |
| Lokomotiv Plovdiv | 0 – 1       | Levski Sofia    |
| Spartak Plovdiv   | 1 – 0       | Spartak Varna   |
| Stroitel Sofia    | 3 – 0       | Stroitel Burgas |
| Slivniški Geroj   | 0 – 1       | VVS Sofia       |
| CSKA Sofia        | 1 – 0       | Slavia Sofia    |
| Černo More Varna  | 1 – 1 (dts) | FK Etăr         |

### Primo Replay
| Squadra 1 | Risultato | Squadra 2        |
| --------- | --------- | ---------------- |
| FK Etăr   | 0 - 3     | Černo More Varna |

## Quarti di finale
| Squadra 1       | Risultato   | Squadra 2        |
| --------------- | ----------- | ---------------- |
| Spartak Plovdiv | 1 – 0       | Černo More Varna |
| CSKA Sofia      | 3 – 0       | Akademik Sofia   |
| Levski Sofia    | 1 – 1 (dts) | Stroitel Sofia   |
| Lokomotiv Sofia | 0 – 0 (dts) | VVS Sofia        |

### Replay
| Squadra 1      | Risultato | Squadra 2       |
| -------------- | --------- | --------------- |
| Stroitel Sofia | 1 - 4     | Levski Sofia    |
| VVS Sofia      | 1 - 4     | Lokomotiv Sofia |

## Semifinali
| Squadra 1    | Risultato | Squadra 2       |
| ------------ | --------- | --------------- |
| Levski Sofia | 4 – 1     | Spartak Plovdiv |
| CSKA Sofia   | 0 – 1     | Lokomotiv Sofia |

## Finale
| Arbitro: | Todor Stoyanov |

|                        |           |           |
| Blagoev 3’ Argirov 67’ | Marcatori | 34’ Takev |